# الولا د کاسترو
اُلولا د کاسترو دهستانی در استان آلمریای اسپانیا است.
در این دهستان ۱۸۰ نفر زندگی می‌کنند. مساحت این دهستان ۳۴ کیلومتر مربع است.